# HMS Rodney (29)
«Родні» (англ. HMS Rodney (29) — британський лінійний корабель типу «Нельсон». 

## Історія створення
Корабель був закладений 28 грудня 1922 року на верфі компанії Cammell Laird у місті Беркенгед, вступив у стрій 10 листопада 1927 року. Названий на честь адмірала Королівського флоту Джорджа Родні. Кораблі типу «Нельсон» відрізнялися унікальним для британських лінкорів компонуванням. Вони єдині були озброєні 406-мм гарматами і при цьому вся артилерія головного калібру розташовувалася спереду надбудови.

## Історія служби
«Родні» брав активну участь у Другій світовій війні. 9 квітня 1940 року під час боїв біля норвезького міста Ставангер у корабель влучила 500-кг бомба, завдавши йому серйозних пошкоджень. Після повернення у стрій «Родні» часто супроводжував атлантичні конвої. У травні 1941-го він зробив вирішальний внесок у перемогу над німецьким лінкором «Бісмарк». Під час бойових дій на Середземному морі взяв участь в операції «Торч» та висадці на Сицилію. У червні 1944-го прикривав вогнем висадку союзних військ в Нормандії, під час операції зіштовхнувся із танко-десантним кораблем LCT 427. У грудні лінкор став флагманом Флоту метрополії. Через значну зношеність і високу вартість експлуатації в 1946-у був списаний і через два роки розібраний на метал.